# Ibirajuba
Ibirajuba is een gemeente in de Braziliaanse deelstaat Pernambuco. De gemeente telt 7.833 inwoners (schatting 2009).